# Wieczór zimowy
Wieczór zimowy (ros. Зимний вечер, Zimnij wieczer) – wiersz Aleksandra Puszkina, napisany w 1825 roku podczas pobytu poety we wsi Michajłowskoje. Wydany po raz pierwszy w 1830 roku w czasopiśmie „Siewiernyje Cwiety” ("Северные цветы"). Adresatką utworu była Arina Rodionowna Jakowlewa, niania Puszkina, której opowieści poeta niekiedy zapisywał i włączał do swojej poezji.

## Treść
Pierwsza strofa opisuje szalejącą na dworze zamieć, która na zmianę wyje jak zwierz i łka jak dziecię. Słychać, jak szeleści na strzesze słomą i stuka do okna niczym zabłąkany pątnik. W drugiej i trzeciej strofie czytelnik przenosi się do starej ciemnej izdebki, gdzie podmiot liryczny zadaje pytanie siedzącej przy oknie starowince, dlaczego przymilkła: czy zmęczyło ją wycie burzy, czy zasnęła pod turkot wrzeciona? Nazywa ją towarzyszką swej młodości i proponuje wypicie kieliszka, aby rozweselić nastrój. Następnie prosi ją, by zaśpiewała pieśń o żyjącej za morzem sikorce i idącej po wodę dziewczynie. Ostatnia strofa składa się z powtórzeń pierwszej połowy pierwszej i drugiej zwrotki.

## Analiza
W twórczości Aleksandra Puszkina zamieć jest kojarzona z głębokim smutkiem. W utworze do wyrażenia przygnębienia poeta zastosował takie środki stylistyczne i figury retoryczne, jak personifikację i animizację zjawisk meteorologicznych. Taki chwyt jest charakterystyczny dla rosyjskiej poezji ludowej. Na tle przyrody została pokazana chłopka pieśniarka – adresatka wiersza – której pierwowzorem była towarzysząca poecie na wygnaniu w Michajłowskim Arina Rodionowna.
Interpretacji wiersza Wieczór zimowy podejmowało się wielu badaczy twórczości Aleksandra Puszkina. Według części z nich przesiąknięty tęsknotą utwór jest jednym z najsmutniejszych dzieł poety. Według innych – zawiera w sobie pewną dozę optymizmu: zamieć szaleje za oknem, lecz nie trzeba się poddawać, tylko zagłuszyć jej smutek wesołą rozmową.
Kompozycja wiersza jest harmonijna. Utwór został zbudowany z czterech trochejowych ośmiowierszy. Wiersz tematycznie jest podzielony na trzy części. Stroficzna kompozycja odpowiada kompozycji tematycznej: pierwsza strofa – opis zawiei, druga i trzecia – chatki, czwarta – burzy i chatki. Logicznie wiersz rozwija się w trzech pierwszych strofach, by skonfrontować motywy czwartej, tym samym zamknąć kompozycję w całość. Wewnątrz strof motywy powtarzają kompozycję całego utworu. Pierwsza strofa wiąże się z drugą. Motyw burzy przenika do chatynki, tak samo motyw izby jest obecny w obrazie zamieci. Podobny związek istnieje między trzecią i czwartą strofą. 
Innym sposobem rozbicia kompozycji jest wydzielenie dwóch grup motywów: pierwszej, związanej z burzą i chatką, oraz drugiej, zawierającej monolog podmiotu lirycznego i zwrot do niani. Dialog ludzi rywalizuje w wierszu z wyciem zawiei. Zimnej i bezkresnej przestrzeni świata zewnętrznego przeciwstawiona jest zamknięta, bezpieczna przestrzeń chatki. Ucieczką przed chaosem burzy jest izdebka i towarzyszka, która pieśnią i napitkiem podtrzymuje na duchu. W jej opowieściach pojawia się nowa baśniowa przestrzeń: dalekie "za morzem" oraz droga, po której dziewczyna idzie po wodę.

## Tłumaczenia na język polski
Wiersz był tłumaczony na język polski przez:
- Jana Prusinowskiego, wydany w zbiorze  Z podań ludu i obcej mowy (1856)
- Władysława Bełzę, wydany w tomiku Poezje Władysława Bełzy (1874)
- Juliana Tuwima, wydany w zbiorze Lutnia Puszkina (1945)